# Pulvinariella mesembryanthemi
Pulvinariella mesembryanthemi är en insektsart som först beskrevs av Jean Nicolas Vallot 1829.  Pulvinariella mesembryanthemi ingår i släktet Pulvinariella och familjen skålsköldlöss. Inga underarter finns listade i Catalogue of Life.